# 富蘭克林縣 (佛羅里達州)
富蘭克林縣（英語：Franklin County）是位於美國佛羅里達州西部的一個縣，南鄰墨西哥灣。面積2,687平方公里。根據美國2000年人口普查，共有人口11,057。縣治阿巴拉契科拉（Apalachicola）。
成立於1832年2月8日，縣名紀念美國開國元勳本傑明·富蘭克林。